# Cambarus cymatilis
Cambarus cymatilis е вид ракообразно от семейство Cambaridae. Видът е застрашен от изчезване.

## Разпространение и местообитание
Разпространен е в САЩ (Джорджия и Тенеси).
Обитава сладководни басейни и реки.